# Пъстър червен хитон
Пъстрите червни хитони (Tonicella marmorea) са вид панцерни мекотели от семейство Ischnochitonidae.
Таксонът е описан за пръв път от Ото Фабрициус през 1780 година.